# Liessaari (ö i Nyland)
Liessaari är en ö i Finland. Den ligger i sjön Lojo sjö och i kommunen Lojo i den ekonomiska regionen  Helsingfors  och landskapet Nyland, i den södra delen av landet, 50 km väster om huvudstaden Helsingfors. Öns area är 49,4 hektar och dess största längd är 2,1 kilometer i öst-västlig riktning.